# Keesler Air Force Base
Keesler Air Force Base è una base della United States Air Force situata a Biloxi, città balneare nella contea di Harrison, nello Stato del Mississippi. Prende il nome dal sottotenente Samuel Reeves Keesler, Jr., originario del Mississippi e caduto in Francia durante la prima guerra mondiale.
La base ospita il comando principale della Second Air Force (2 AF) e lo 81st Training Wing (81 TW) dell'Air Education and Training Command (AETC).
La base si è specializzata nell'addestramento commerciale a terra sin dalla sua apertura nel 1941.

## Storia
Nei primi giorni del 1941, il comune di Biloxi redasse un'offerta formale per invitare lo United States Army a costruirvi una base per sostenere lo sforzo addestrativo in vista della seconda guerra mondiale. Il ministero della difesa attivò la Army Air Corps Station No. 8, Aviation Mechanics School, Biloxi, Mississippi, il 12 giugno 1941. Il 25 giugno 1941 vi fu l'intitolazione Keesler Army Airfield, in onore del sottotenente Samuel Reeves Keesler, Jr., nativo del Mississippi e decorato osservatore aereo, morto in combattimento sui cieli della Francia durante la Grande Guerra.
Il Congresso stanziò inizialmente 6 milioni di dollari per la costruzione presso Biloxi ed altri 2 milioni per equipaggiamenti. Al tempo in cui il ministero della difesa allocò i fondi nell'aprile 1941, il costo preventivato era salito a 9,6 milioni di dollari. Il 14 giugno 1941 lo United States Army Corps of Engineers aggiudicò contratti per 10 milioni di dollari complessivi per costruire la scuola di addestramento tecnico di Biloxi. All'epoca si trattava del progetto governativo più costoso mai intrapreso nello stato del Mississippi.
Quando il War Department attivò Keesler Field nel giugno 1941, Keesler non stava solo diventando un centro di addestramento tecnico, stava diventando uno dei più grandi centri di sostituzione, o di addestramento di base, dell'esercito. Il primo scaglione di reclute arrivò a Keesler Field il 21 agosto 1941. Molti rimasero a Keesler per diventare meccanici d'aereo e motoristi, mentre altri furono trasferiti a scuole per mitraglieri di bordo o flight cadet.
I Tuskegee Airmen furono addestrati a Keesler. In effetti, più di 7 000 soldati neri furono di stanza a Keesler Field nell'autunno 1943. Tra di loro c'erano militari che si preparavano per accedere alle scuole di volo (flight cadet), operatori radio, tecnici aeronautici, specialisti di bombardamento e meccanici di aviazione.

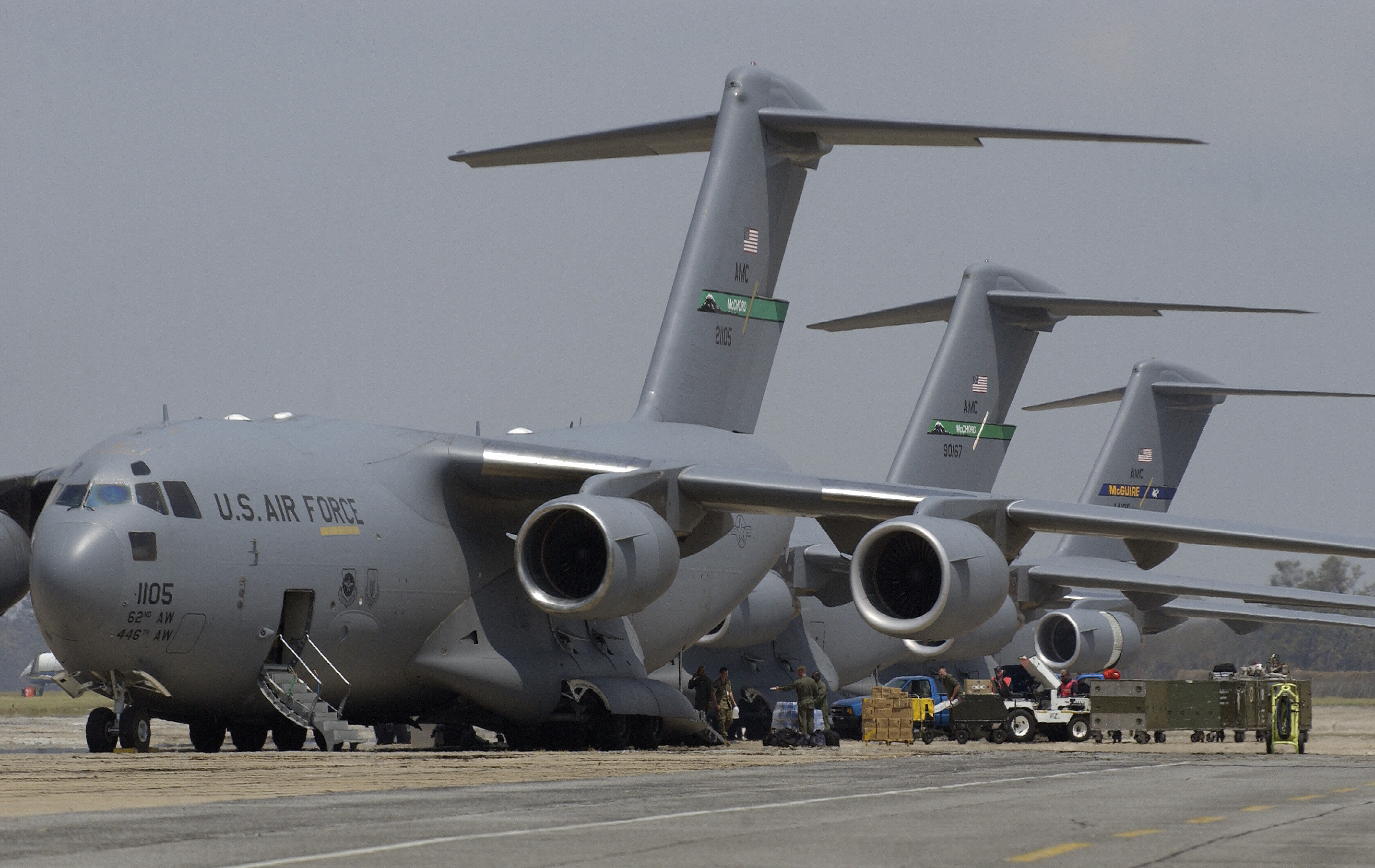
31 agosto 2005: alcuni C-17 Globemaster scaricano provviste a Keesler in seguito all'uragano Katrina.

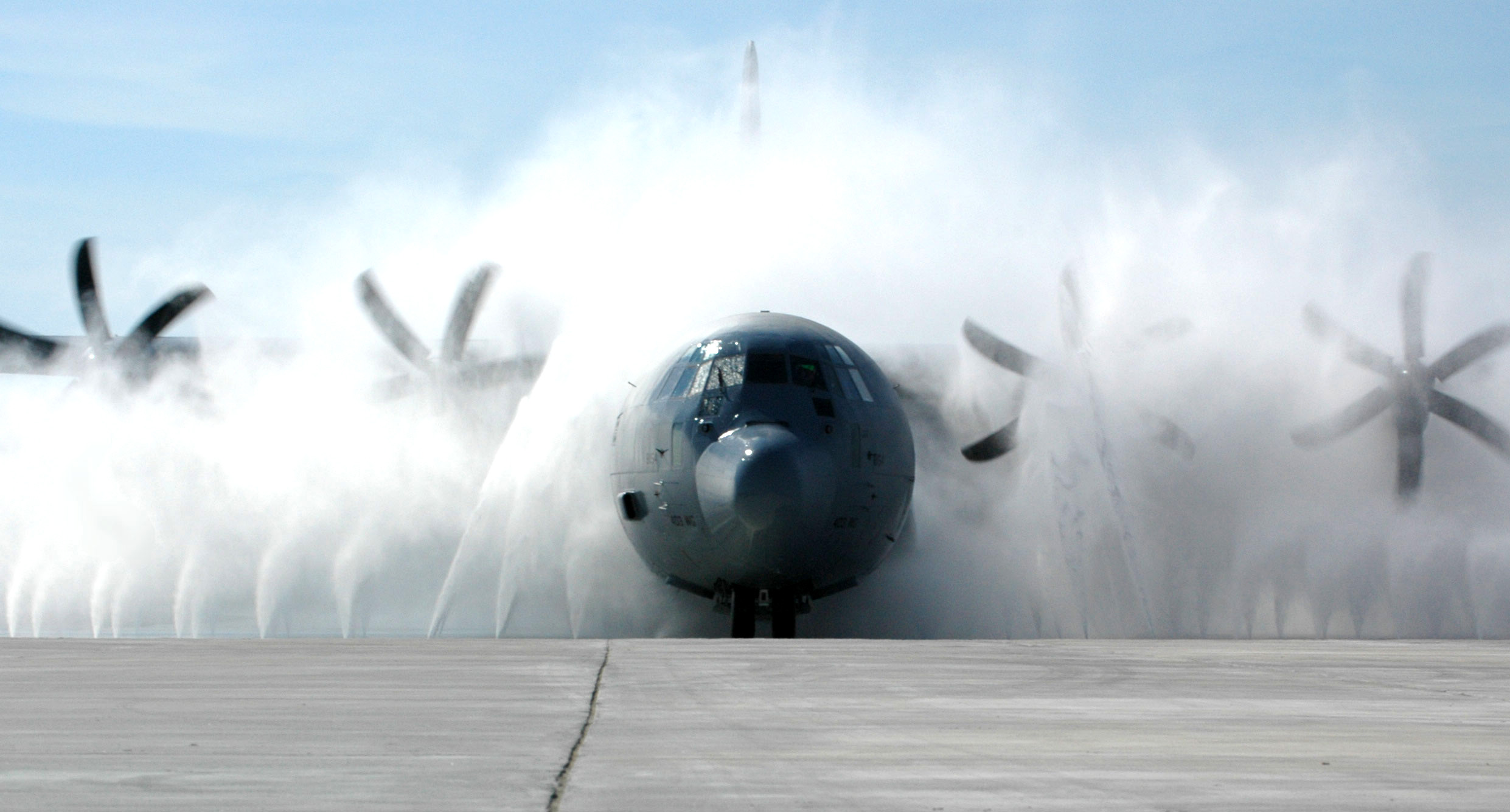
Un Lockheed Martin C-130J Super Hercules viene ripulito nel nuovo impianto di lavaggio di Keesler.

Keesler continuò ad occuparsi di addestramento specialistico per la manutenzione del Consolidated B-24 Liberator fino a metà 1944. In seguito la base allargò la sua offerta formativa per futuri meccanici di altri velivoli.
Nel settembre 1944 il numero di reclute era crollato, ma il carico di lavoro restava costante, poiché il personale di Keesler iniziò ad assistere gruppi di veterani ed equipaggi da combattimento che erano ritornati dall'impiego all'estero e venivano sottoposti ad ulteriore addestramento prima di tornare ad un nuovo incarico. L'addestramento di base si esaurì molto drasticamente dopo la fine della Seconda guerra mondiale, e alla fine a Keesler fu abbandonato del tutto il 30 giugno 1946.

### Guerra fredda
A fine maggio 1947 la scuola radar fu istituita a Keesler, che dovette gestire le due più grandi scuole tecniche militari negli Stati Uniti. In seguito, restrizioni di bilancio obbligarono la base ridurre i suoi costi operativi: la scuola meccanica per aerei e motori e la scuola radar furono unificate il 1º aprile 1948.
All'inizio del 1949 la scuola per operazioni radio fu trasferita a Keesler da Scott Air Force Base (Illinois). Oltre a formare operatori radio, Keesler stava per iniziare corsi per tecnici del servizio traffico aereo, controllori di avvicinamento aereo, meccanici per radar a terra e riparatori radar/specialisti di avvicinamento controllato da terra. Gli ultimi corsi per meccanici erano stati trasferiti a Sheppard Air Force Base (Texas) da novembre.
All'inizio del 1956 Keesler entrò nell'era missilistica attivando un programma di addestramento per il supporto al suolo del missile Atlas. Nel 1958, tutti i corsi per operatori di torre di controllo, manutenzione radio, e operatori radio in genere vennero a trovarsi sotto il "tetto" tecnico di Keesler, peraltro già piuttosto ampio.
Nei primi anni 1960 Keesler perse molti dei suoi corsi di volo ma rimase la più grande base addestrativa fino a tutti dli gli anni 1970. Fra le sue attività vi erano anche limitate operazioni di addestramento al volo su T-28 Trojan in favore di allievi piloti della Vietnam Air Force (VNAF).
Ci fu qualche danno quando l'uragano Camille passò sopra Biloxi nel 1969. Gran parte dell'area residenziale della Black Bay fu allagata.
Il numero di allievi di Keesler crollò ad un minimo assoluto dopo la fine della guerra del Vietnam. Di conseguenza, l'Air Training Command disattivò la USAF School of Applied Aerospace Sciences il 1º aprile 1977 e la sostituì con il 3300th Technical Training Wing, attivato il medesimo giorno.
Nei primi anni 1980 il programma di controllo del traffico aereo di Keesler assurse agli onori della cronaca, con lo sciopero della Professional Air Traffic Controllers Organization (agosto 1981). Il presidente Ronald Reagan licenziò gli scioperanti, che furono in parte rimpiazzati da controllori di volo militari, formati a Keesler. Poiché ospitava la scuola di controllo del traffico aereo, era anche la sede più logica per lo United States Air Force Combat Control Team.
Keesler era la base addestrativa principale per molte specialità di manutenzione avionica, tra cui guerra elettronica, infrastrutture ausiliarie di navigazione, riparazione di computer e riparazione di radio terrestri. Era anche la base addestrativa principale per molti settori amministrativi USAF.

### Dagli anni 1990
In un quadro di massiccia riduzioni di bilancio per la difesa, la chiusura di basi conseguente alla fine della Guerra fredda impose la cessazione dell'addestramento tecnico presso Chanute Air Force Base (Illinois) e Lowry Air Force Base (Colorado), su impulso della Base Realignment and Closure Commission. Tra il 1992 e il 1993 Keesler acquisì i corsi di meteorologia di Chanute e i programmi addestrativi di metrologia e laboratorio di misurazione di precisione di Lowry.
La radicale ristrutturazione dell'Air Force nei primi anni 1990 comportò anche diversi cambiamenti nelle unità associate a Keesler. Il primo fu quando il 53d Weather Reconnaissance Squadron fu tolto dal servizio attivo e trasferito all'Air Force Reserve, con conseguente riattivazione nel giugno 1991.
Un altro importante mutamento vi fu il 1º luglio 1993, quando lo Air Training Command (ATC) prese la denominazione Air Education and Training Command (AETC) e tale comando riattivò la Second Air Force (2nd AF), collocandola a Keesler. Il compito principale della Second Air Force è sovrintendere a tutto l'addestramento tecnico impartito nell'AETC.
Lo stesso giorno, fu disattivato il Keesler Training Center e arrivò alla base lo 81st Training Wing. 

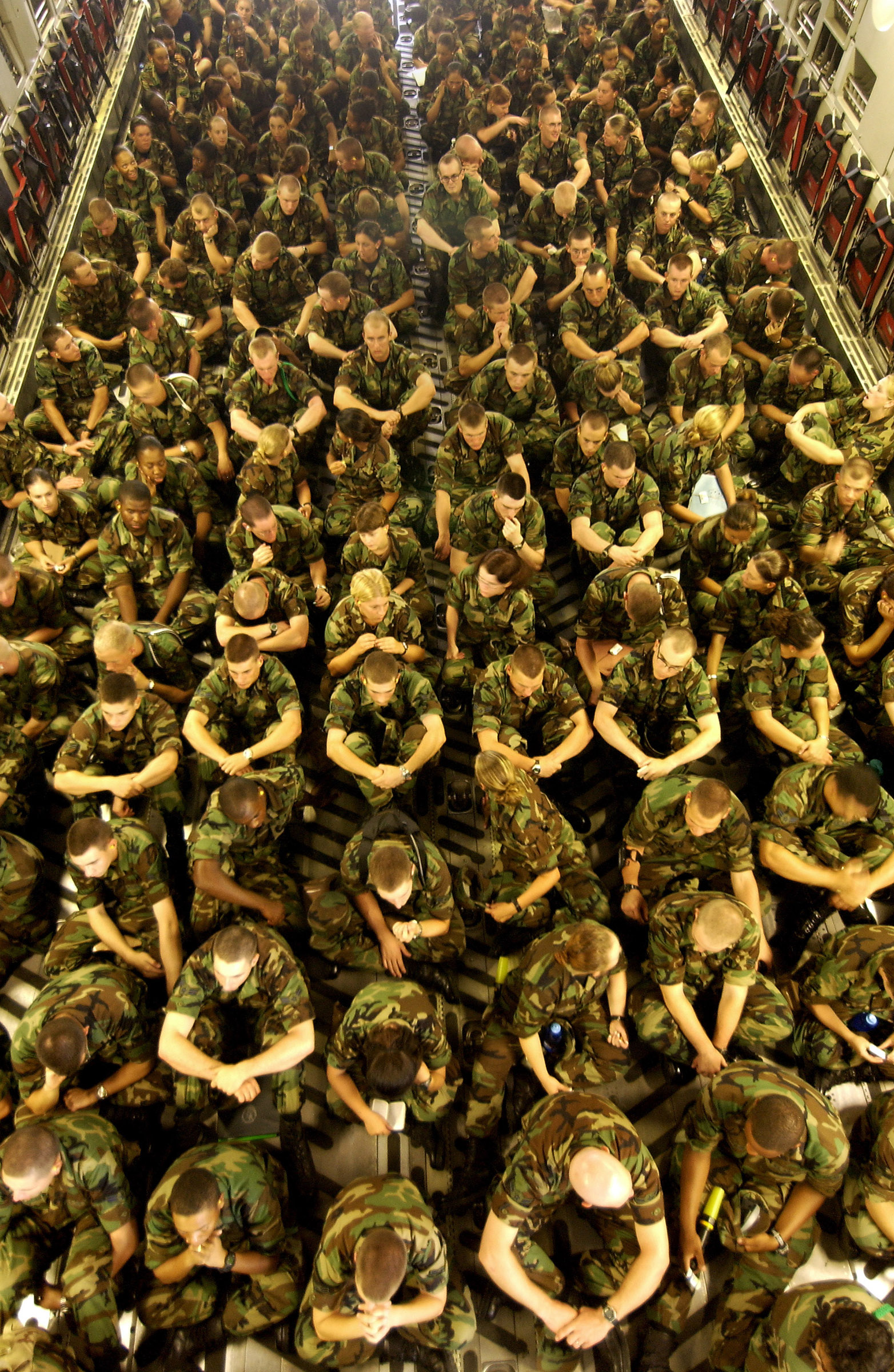
Settembre 2005. Allievi di Keesler evacuati verso Sheppard Air Force Base su un C-17

Il 29 agosto 2005 Keesler fu investita direttamente dall'uragano Katrina che approdò sulla Gulf Coast come tempesta di categoria 3 circa 48 km più a ovest. Benché il personale non essenziale e gli aerei degli Hurricane hunters fossero stati evacuati in via preventiva, le aree industriali e abitative della base subirono un "danno drastico". Per l'onda di tempesta circa i 50% della base si trovò sott'acqua; il cpmmissariato, il post exchange ed alcuni alloggi della base furono sommersi da più di 1,8 m di acqua. Dal 31 agosto, in ogni caso, iniziarono ad atterrare voli di scoocorso nella base. Il primo settembre fu evacuato a Sheppard AFB, TX. Il giorno dopo altri avieri arrivarono ad un incontro di benvenuto in cui ricevettero dotazioni igieniche elementari e schede telefoniche per chiamare a casa.

### Unità odierne
Dal 1993, l'81 TW (tactical wing) ha garantito l'addestramento tecnico degli avieri in competenze professionali subito dopo l'addestramento reclute, oltre all'addestramento integrativo e a quello periodico. In media, Keesler ha 4 700 studenti per volta presenti nella base. Buona parte della formazione erogata riguarda l'elettronica, come manutenzione della wideband, radio terrestri, tecnologia dell'informazione, avionica, crittografia. Lo stormo addestra ancora personale addetto al meteorologia, operatori radar, controllori del traffico aereo, Aviation Resource Management (ARMS) e previsione dei cicloni tropicali. Keesler AFB è uno dei più grandi stormi (wing) di addestramento tecnico nello AETC, con quattro squadroni addestrativi collocati nel complesso edilizio addestrativo noto come "il triangolo", il 334th, 335th, 336th, e il 338th. Anche lo 81st Medical Group è inserito nella base e gestisce il più grande centro medico dell'Air Force.

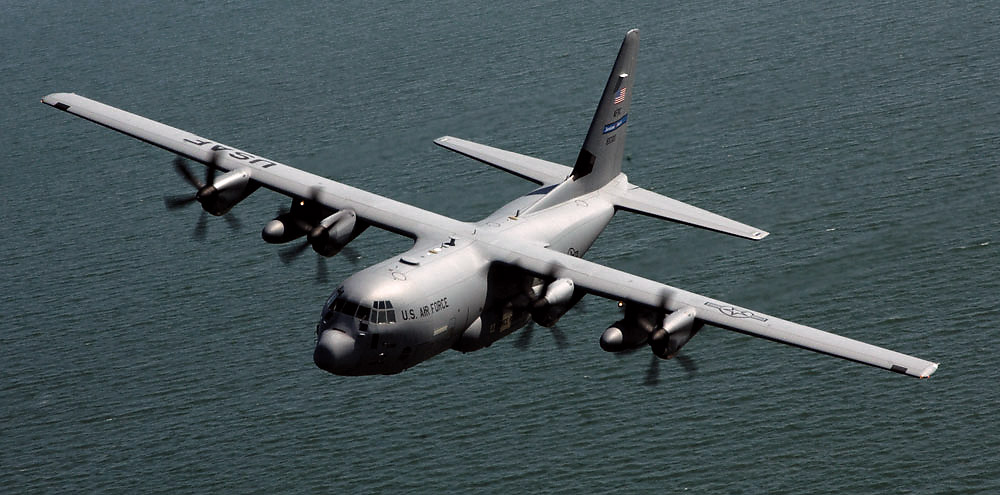
Un WC-130, versione del C-130 specializzata nella ricognizione meteorologica.

Il 45th Airlift Squadron (45 AS), dipendente dal 314th Airlift Wing di Little Rock AFB (Arkansas), è anch'esso dislocato a Keesler. Il 45 AS fornisce addestramento per gli equipaggi di volo del C-21 Learjet. Anche il 403d Wing dello Air Force Reserve Command è presente nella base, e fa parte dell'unità composita già appartenuta allo Air Mobility Command (AMC). Ha anche uno squadrone di aviotrasporto (815th Airlift Squadron), ed il 53rd Weather Reconnaissance Squadron, un'unità su WC-130 conosciuta come "Hurricane Hunters".
Infine, Keesler è anche la sede di CNATTU Keesler (Center for Naval Aviation Technical Training Unit), un'unità addestrativa per personale di truppa di U.S. Navy e U.S. Marine Corps che a Keesler, come i colleghi dell'Air Force, riceve una specifica formazione meteorologica.

## Nomi, comandi sovraordinati, e unità

### Nomi precedenti
- Biloxi Air Corps Technical School, 13 giugno 1941
- Keesler Army Airfield, 25 agosto 1941
- Keesler Air Force Base, 13 gennaio 1948 – oggi

### Comandi sovraordinati
- Air Corps Technical Training Command, 7 febbraio 1941

Rinominato: Army Air Forces Technical Training Command, 1º marzo 1942
- Army Air Forces Flying Training Command, 7 luglio 1943

Rinominato: Army Air Forces Training Command, 31 luglio 1943
- Air Training Command, 1º luglio 1946
- Air Education and Training Command, 1º luglio 1993 – oggi

### Grandi unità assegnate

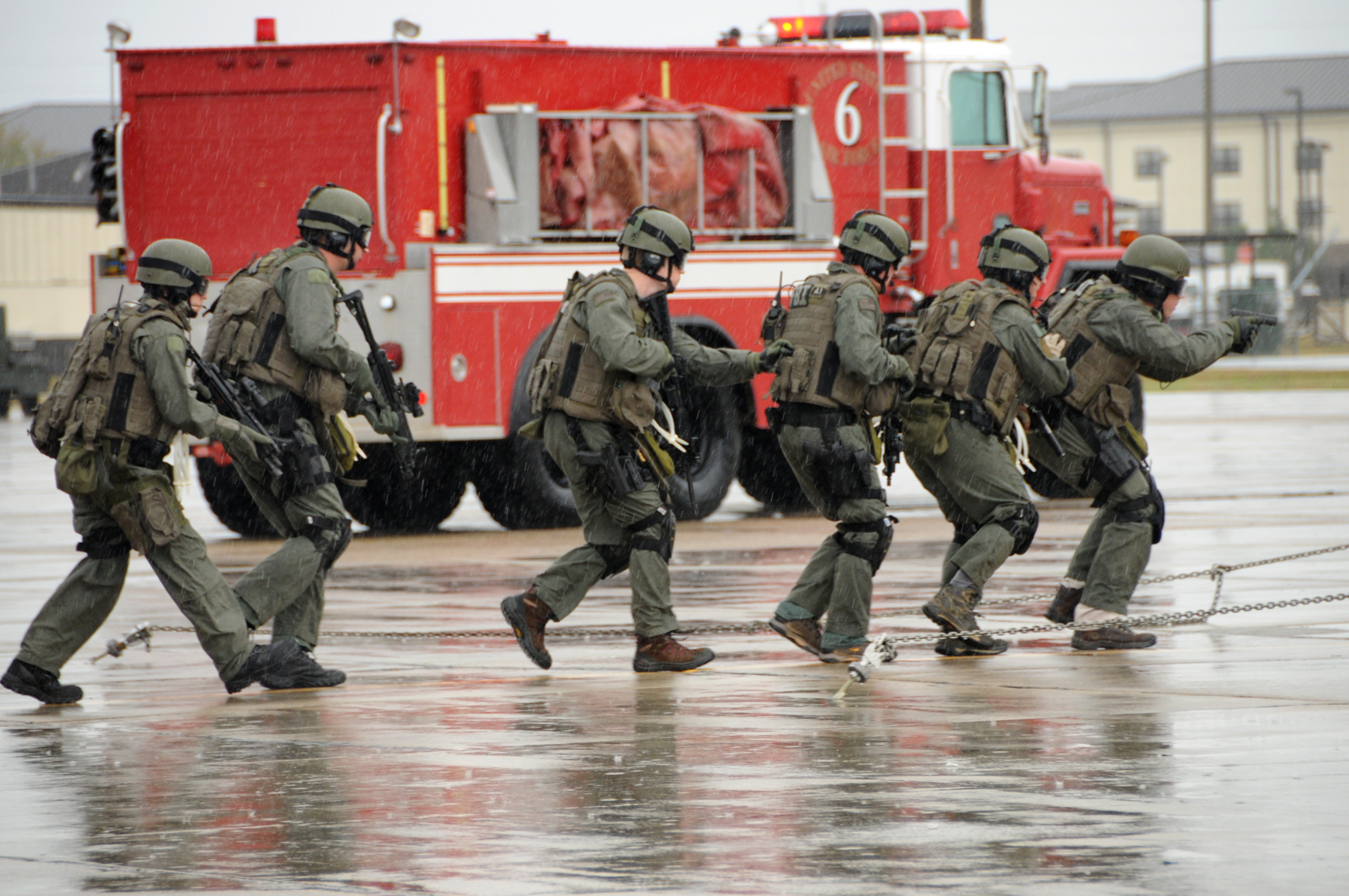
Una squadra FBI SWAT conduce un'esercitazione anti-dirottamento a Keesler Air Force Base.

- HQ and HQ Sq, 69th Air Base Group, 12 giugno 1941
- 59th Air Base Squadron, 4 agosto 1941

Rinominato: 59th Base HQ and Air Base Squadron, 22 giugno 1942
- 51st Training Group, 5 agosto 1941 – 30 aprile 1944
- 52d Training Group, 6 agosto 1941 – 30 aprile 1944
- 55th Training Group, 29 agosto 1941 – 30 aprile 1944
- 56th Training Group, 21 luglio 1941 – 30 aprile 1944
- 57th Training Group, 5 marzo 1942 – 30 aprile 1944
- 58th Training Group, 22 febbraio 1943 – 30 aprile 1944
- 59th Training Group, 22 febbraio 1943 – 30 aprile 1944
- 60th Training Group, 22 febbraio 1943 – 30 aprile 1944
- Army Air Fores Basic Training Center #2, 14 agosto 1941 – 1º agosto 1947
- Air Corps (in seguito Air Forces, in seguito USAF) Technical School, 14 agosto 1941 – 15 agosto 1973
- Air Corps (in seguito Air Forces) Mechanics School #2, 5 agosto 1941 – 30 aprile 1944
- Air Corps (in seguito Air Forces) Mechanics School #7, 13 aprile-3 giugno 1942
- 602d Training Group, 13 aprile 1942 – 30 aprile 1944

- 603d Training Group, 5 marzo 1942 – 30 aprile 1944
- 607th Training Group, 15 aprile 1942 – 30 aprile 1944
- 611th Training Group, 23 luglio 1943 – 29 febbraio 1944
- 1169th Training Group, 18 dicembre 1942 – 30 aprile 1944
- 1170th Training Group, 18 dicembre 1942 – 30 aprile 1944
- 21st Training Wing, 22 febbraio 1943 – 29 febbraio 1944
- 61st Training Wing, 23 luglio 1943 – 30 aprile 1944
- 3704th AAF (in seguito AF) Base Unit, 1º maggio 1944 – 22 agosto 1948
- 3380th Technical Training Wing, 26 agosto 1948

in seguito: Keesler Technical Training Center- 30 aprile 1976-30 giugno 1993
- 8605th (in seguito 8625th) Technical Training Wing, 26 giugno 1949 – 28 maggio 1951
- Air Force Processing Center, Keesler, 27 settembre 1950 – 16 febbraio 1978
- 11th Weather Squadron, 20 aprile 1952 – 18 novembre 1957
- USAF Air-Ground Operations School, 25 gennaio 1957 – 1º novembre 1973
- 53d Weather Reconnaissance Squadron, 1º luglio 1973-30 giugno 1991, 1º novembre 1993-oggi
- 403d Wing (Air Force Reserve Command), 1º novembre 1983–oggi
- 81st Training Wing, 1º luglio 1993 – oggi